# Omar Oreste Corbatta
Omar Oreste Corbatta (Daireaux, 11 maart 1936 -  La Plata, 6 november 1991) was een Argentijnse voetballer. 

## Biografie

### Profcarrière
Corbatta begon zijn profcarrière bij Racing Club. Samen met deze club won hij de titel in 1958 en 1961. In 1962 trok hij voor 12 miljoen Argentijnse peso naar Boca Juniors. Met Boca speelde hij de finale van de Copa Libertadores 1963 en verloor die van het Santos FC van Pelé. Hij won nog twee landstitels met Boca. Na een driejarig intermezzo bij het Colombiaanse Independiente keerde hij naar zijn land terug en stopte zijn carrière op 38-jarige leeftijd. Tijdens zijn profcarrière miste hij slechts vier penalty's van de 68 die hij trapte. 
Met het nationale team won hij de Copa América 1957 en 1959. Op het WK 1958 scoorde hij 3 keer maar kon daarmee niet verhinderen dat het team in de groepsfase uitgeschakeld werd.

### Privé-leven
Corbatta was analfabeet en leerde nooit lezen. Hij had een zwaar alcoholprobleem en stond soms beschonken op het veld. Hij trouwde en scheidde vier keer en stierf arm en alleen in 1991 aan strottenhoofdkanker. In 2006 kreeg hij een bronzen standbeeld in de Racing Club Hall of Fame.